# Амвросий Попмилетиев
Амвросий Попмилетиев (изписване до 1945 година: Амвросий попъ Милетиевъ) е български духовник и революционер, рекански деец на Вътрешната македоно-одринска революционна организация.

## Биография
Роден е в реканската паланка Галичник, тогава в Османската империя. Става свещеник в родното си място. Влиза във ВМОРО и в 1902 година става касиер на галичкия революционен комитет на ВМОРО. Убит е през май 1909 година от преминалия на сръбска страна бивш четник на ВМОРО Божин Теофилов с помощта на местните сърбомани Павле Ажиевски и лекаря. Според други сведения е убит от страна на революционната организация, поради съмнения в нечисти дела.
Милан Матов пише за убийството:
| „ | През 1909 г., когято аз и Пере Тошев стоехме на почивка в манастира Кичевска Пречиста дойдоха неколко души бивши четници от Реката и искаха позволение да убият най-върлия неприятел на нелегалната дейност - архиерейския наместник поп Амвросий от Галичник. Аз пратих едно доверено лице да проучи и ни донесе конкретни сведения за същия свещеник, а на четниците казах да не бързат, защото отговорността ще падне върху тех и ще бъдат наказани, ако извършат нещо прибързано. Без да дочакат сведенията от анкетата, четниците беха извършили убийството на своя отговорност и бидоха заловени. А самият убец Божин бе обесен в Дебър. | “ |

Вестник „Дебърски глас“ пише по повод смъртта му:
| „ | ...паднал тоя здравеняк и добър българин от куршуми на подла засада, на подкупени със сръбско злато изчадия, той падна убит от сръбската пропаганда... По убийството в с. Галичник, жертва на което е отличният българин п. Амвросий, ще кажа, че е чисто дело на сърбоманите от същото село: Павел Хаджиевски и други; планът за убийството е изработен в Дебър по искането на сърбоманите Божин Алексов (Пелтека) и Ильо Танев. С неговата смърт изгубваме един от най-добрите работници и защитници на националното ни дело тук. | “ |

След смъртта на отец Амвросий на 15 май българите в Дебър се събират на митинг, на който сръбските действия са осъдени.